# Dinozé
Dinozé ist eine französische Gemeinde mit 652 Einwohnern (Stand 1. Januar 2022) im Département Vosges in der Region Grand Est (bis 2015 Lothringen). Sie gehört zum Arrondissement Épinal und zum Gemeindeverband Épinal.

## Geografie
Die Gemeinde Dinozé liegt an der oberen Mosel, unmittelbar südöstlich von Épinal, der Hauptstadt (Präfektur) des Départements Vosges.
Das nur knapp drei Quadratkilometer große Gemeindegebiet von Dinozé umfasst einen Abschnitt des linken (südlichen) Ufers der Mosel sowie deren Hinterland östlich und westlich des Flüsschens Ruisseau de Rainjumenil, das nahe Dounoux an der Wasserscheide Rhein-Rhône entspringt und in Dinozé in die Mosel mündet. Die höchste Erhebung liegt mit 477 Metern über dem Meer etwa 130 Meter über dem Talboden der Mosel.
Die Hälfte des Gemeindeareals besteht aus Wald (Bois d’Arches). Die Haupt-Siedlungsachse verläuft am Moselufer, daneben gibt es verstreute Bauernhöfe oberhalb des Tales. Die landwirtschaftliche Nutzung beschränkt sich hauptsächlich auf Weidegebiete an den Hanglagen.
Zu Dinozé gehört der Ortsteil Le Quéquement.
Nachbargemeinden von Dinozé sind Épinal im Westen und Norden, Arches im Osten und Süden sowie Dounoux im Südwesten.

## Geschichte
Die Gemeinde entstand 1932 aus dem östlichen Teil von Saint-Laurent, einem heutigen Stadtteil Épinals, und dem nördlichsten Teil der Gemeinde Arches. Es gibt bis heute keinen historischen Dorfkern und keine Kirche im Ort.

### Bevölkerungsentwicklung
| Jahr      | 1962 | 1968 | 1975 | 1982 | 1990 | 1999 | 2011 | 2021 |
| Einwohner | 399  | 405  | 374  | 430  | 468  | 464  | 568  | 643  |

Der Bevölkerungsanstieg ist hauptsächlich auf den Zuzug von Städtern aus dem nahen Épinal zurückzuführen. Im Jahr 1936 – im Gründungsjahr der Gemeinde – wurde mit 349 Bewohnern die bisher niedrigste Einwohnerzahl ermittelt. Die Zahlen basieren auf den Daten von cassini.ehess und INSEE.

### Amerikanischer Soldatenfriedhof
Im Osten der Gemeinde liegt auf einem Plateau über der Mosel ein ausgedehnter amerikanischer Soldatenfriedhof (Épinal American Cemetery / Cimetière militaire américain). Er wurde im Oktober 1944 angelegt. Auf dem 19,4 Hektar großen Friedhofsgelände, dem eine Gedenkstätte angeschlossen ist, liegen 5255 amerikanische Militärangehörige begraben, die bei den Kriegshandlungen gegen die deutsche Wehrmacht im Osten Frankreichs und bei Kämpfen am Rhein ums Leben kamen. Der Komplex untersteht der American Battle Monuments Commission.

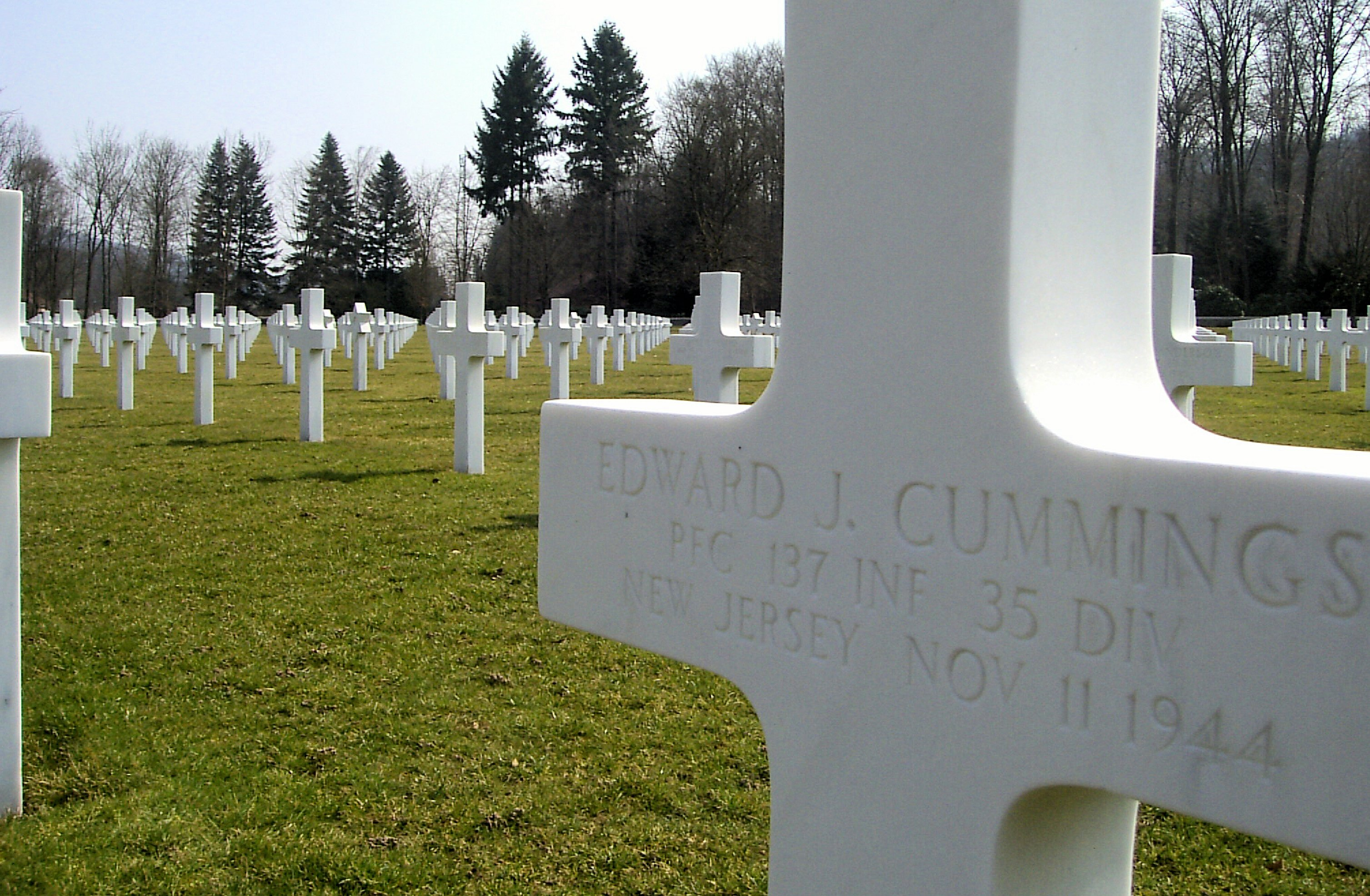
Grabstein
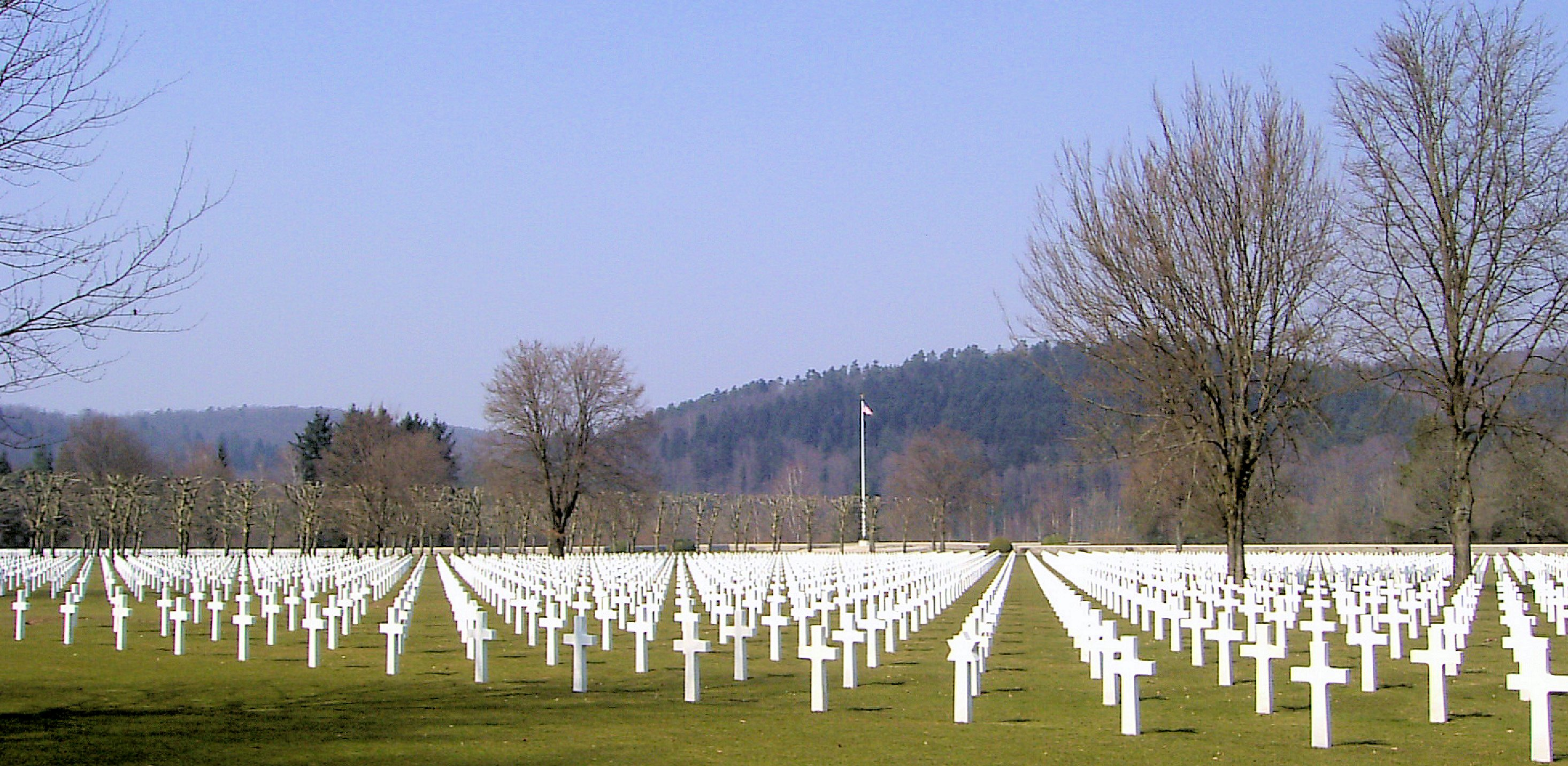
Grabreihen
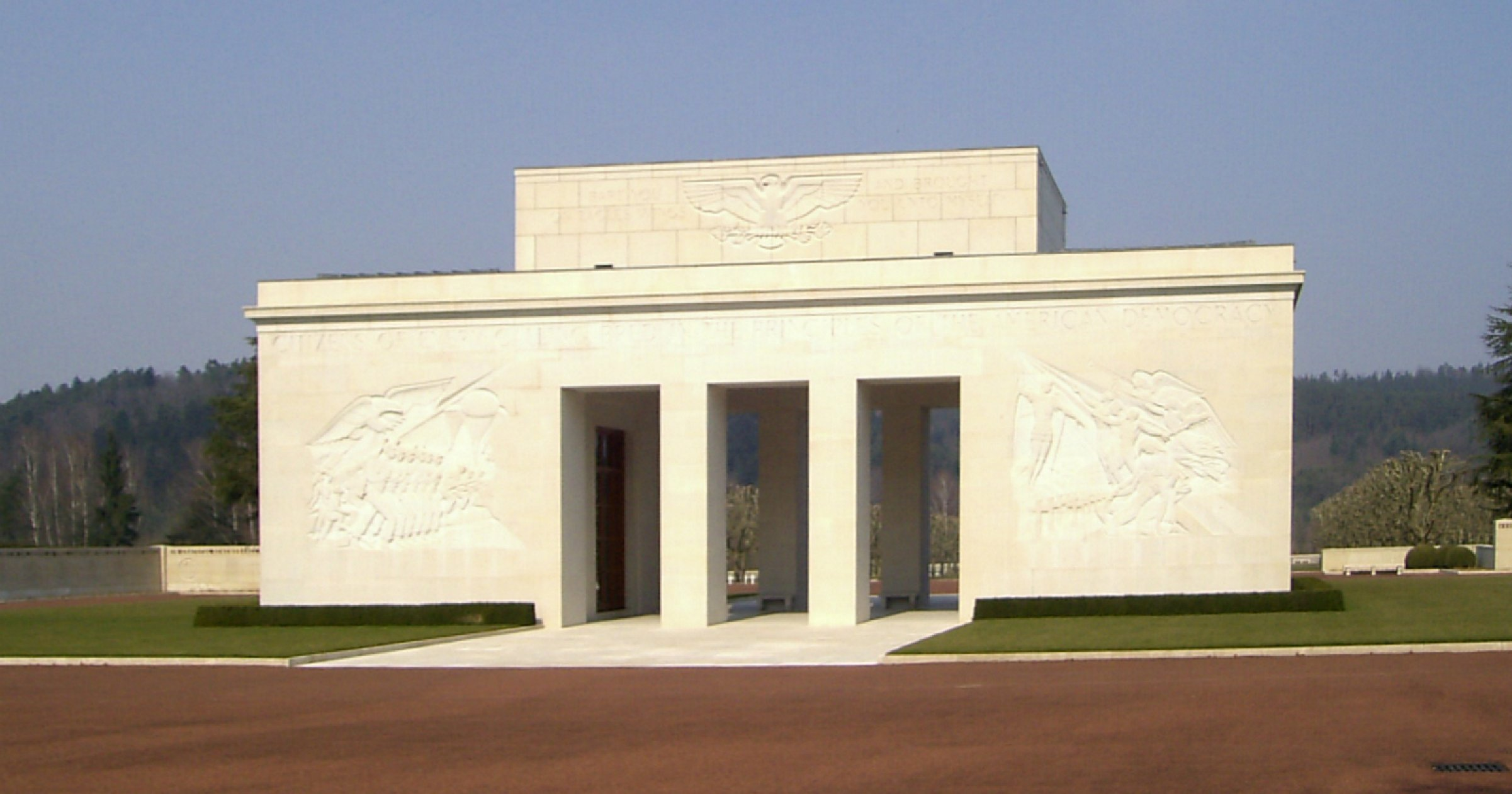
Gedenkstätte außen …
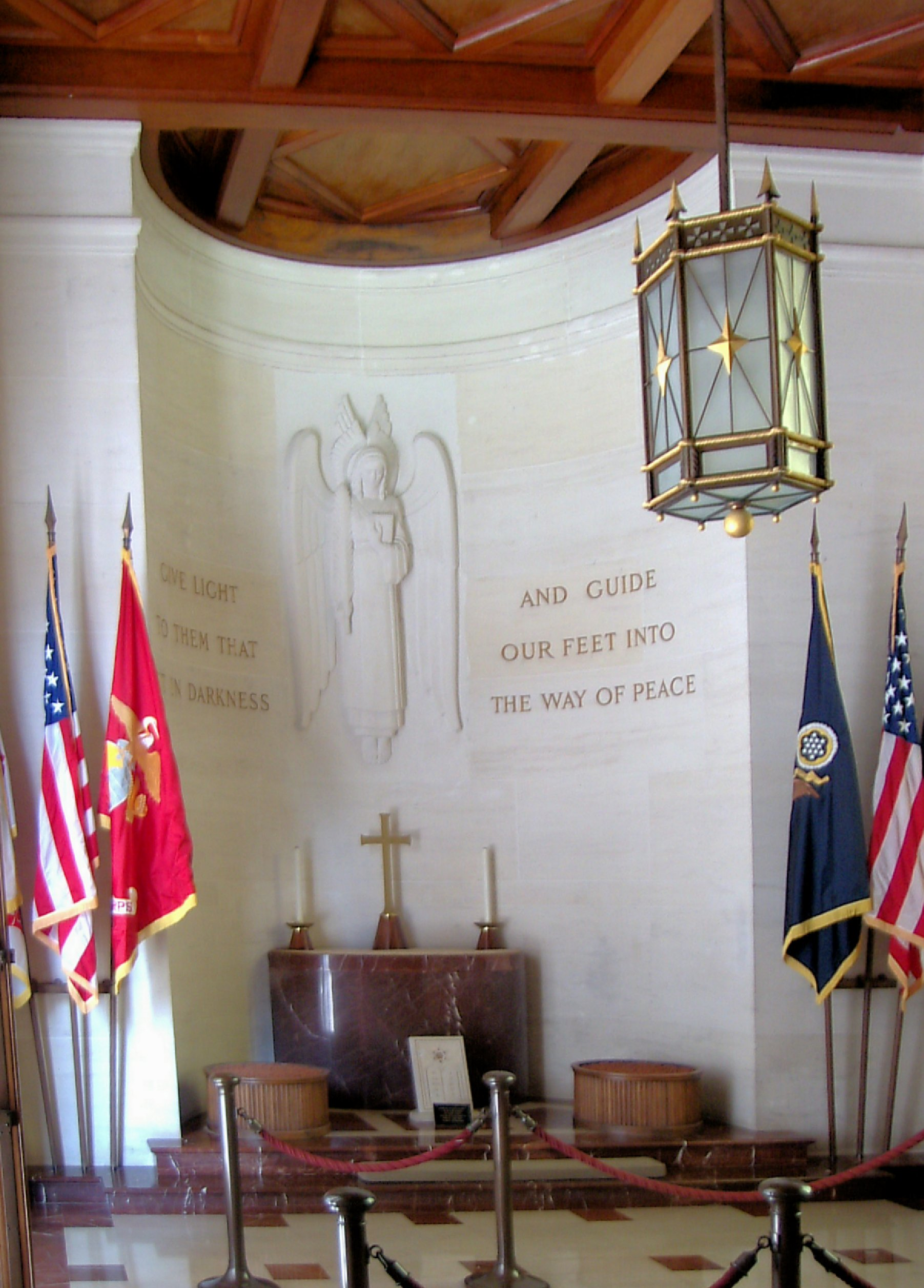
… und innen

Auf den weißen Grabkreuzen stehen die Namen der Gefallenen, die jeweiligen militärischen Einheiten, denen sie angehörten sowie Heimatort und Todestag. In die Wand einer kleinen Kapelle sind zudem die Namen von 424 Vermissten eingraviert.

## Wirtschaft und Infrastruktur

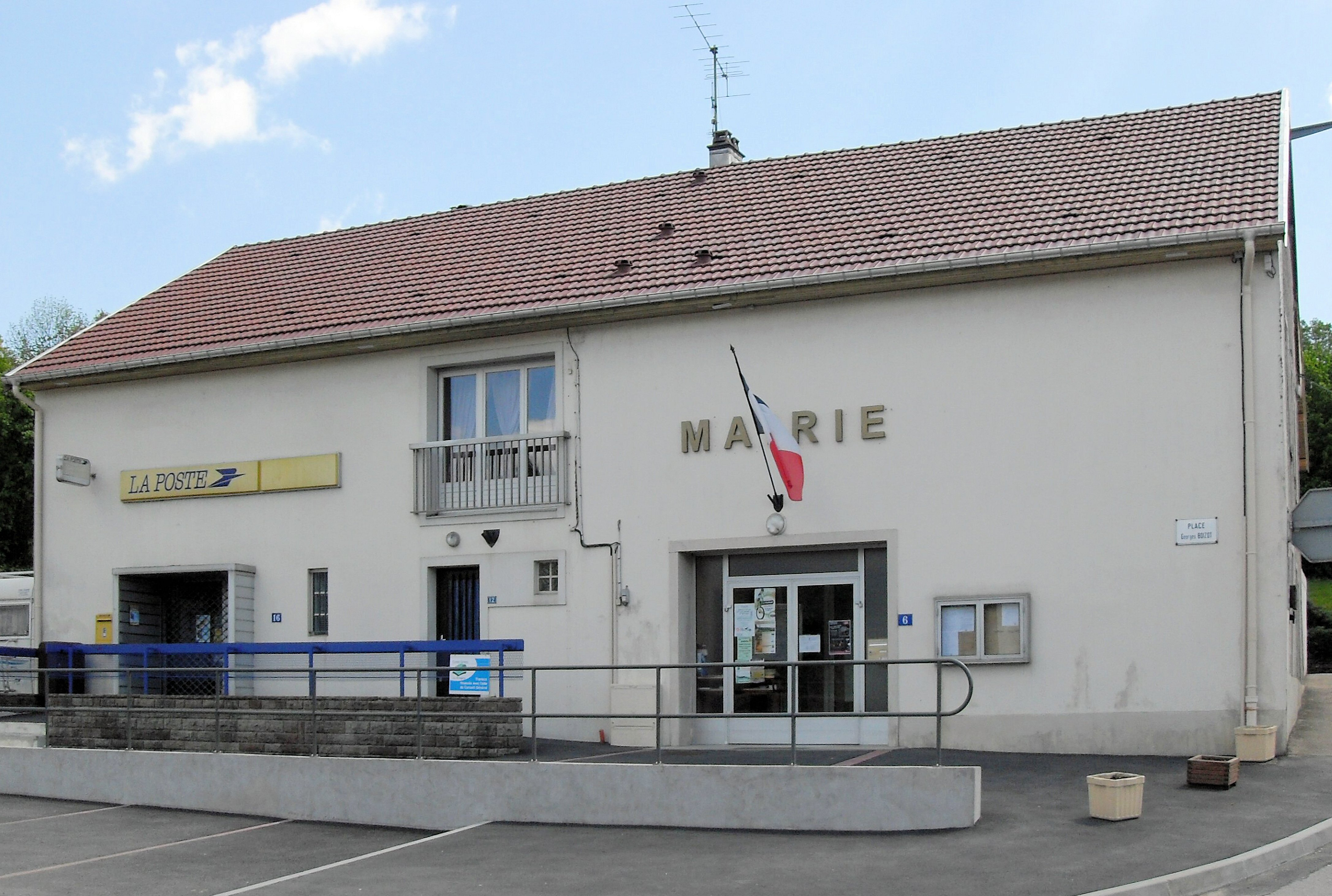
Rathaus- und Postgebäude 2010

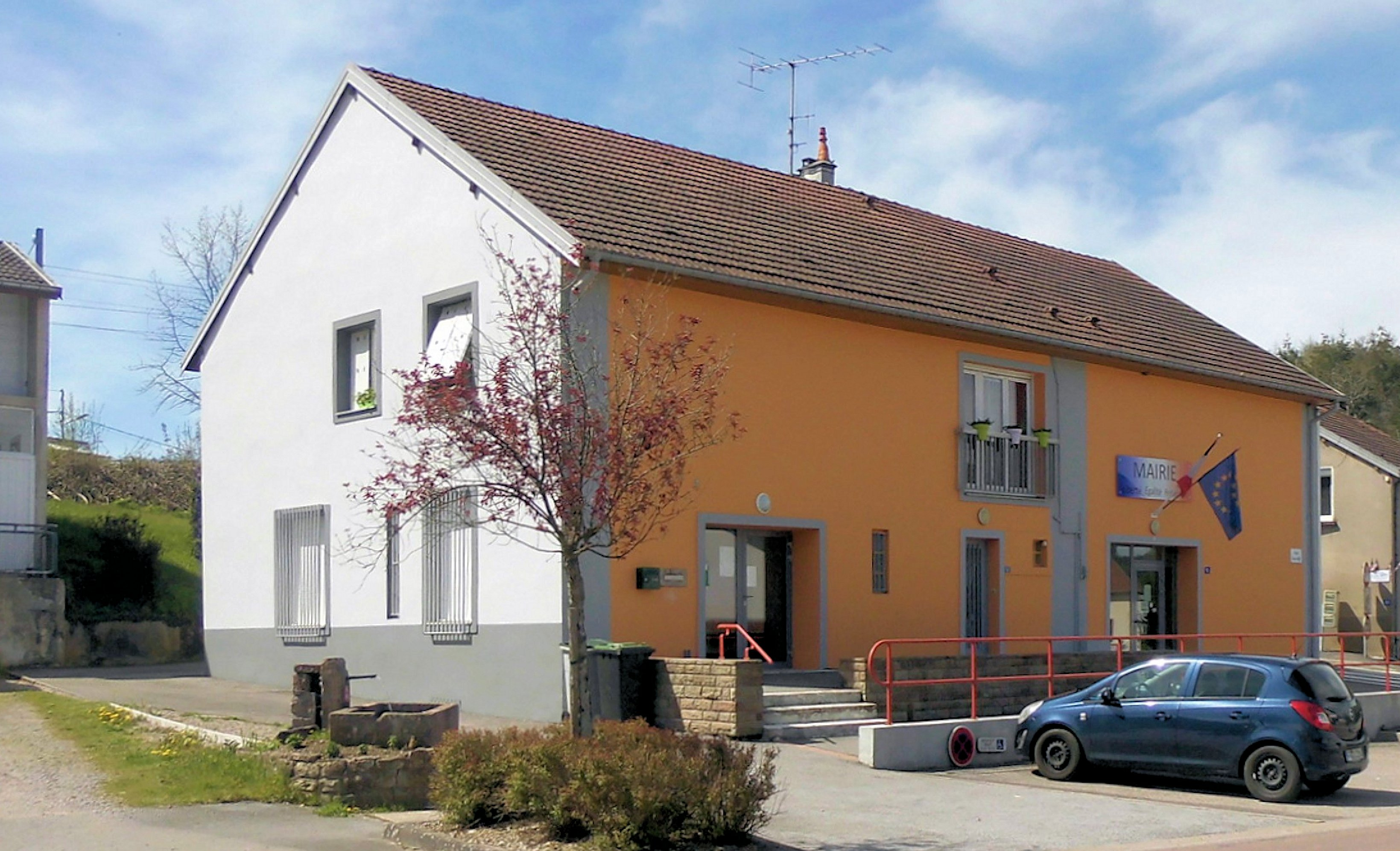
Rathaus nach dem Umbau 2021

Größter Arbeitgeber im Ort ist der Flachglashersteller SEBEG, angesiedelt im Gewerbegebiet Z.A. Le Pré Démon. In der Gemeinde sind vier Landwirtschaftsbetriebe ansässig (unter anderem Zucht von Schafen und Ziegen). Viele Erwerbstätige pendeln nach Épinal oder in die Gewerbegebiete südlich von Dinozé.
Durch Dinozé führt parallel zur Mosel die Fernstraße D 157 von Épinal nach Arches. Im Ort zweigt außerdem die D 12 über Hadol nach Xertigny ab. Die Bahnlinien Nancy-Épinal-Remiremont sowie Nancy–Belfort führen zwar durch das Gemeindegebiet von Dinozé, es gibt aber weder Bahnhof noch Haltepunkt im Ort.
Dinozé hat keinen Moselübergang. Die nächsten Straßenbrücken liegen jeweils sechs Kilometer stromab- bzw. stromaufwärts.

## Belege
1. ↑  Dinozé auf cassini.ehess
2. ↑  Dinozé auf INSEE
3. ↑  Landwirtschaftsbetriebe auf annuaire-mairie.fr (französisch)